# Commencement Bay (Schiff)
Die Commencement Bay, auch USS Commencement Bay (Kennung: CVE-105 / CVHE-105 / AKV-37), war ein Geleitflugzeugträger und Typschiff der gleichnamigen Klasse der United States Navy, der von 1944 bis 1946 in Dienst stand.

## Geschichte
Die spätere Commencement Bay, benannt nach der gleichnamigen Bucht am Puget Sound im US-Bundesstaats Washington, wurde ursprünglich mit den geplanten Namen St. Joseph Bay am 23. September 1943 bei Todd Pacific Shipyards in Tacoma ebenfalls US-Bundesstaat Washington auf Kiel gelegt. Noch vor dem am 9. Mai 1944 erfolgten Stapellauf wurde der für das Schiff geplante Name in Commencement Bay geändert.
Nach ihrer Ausrüstung erfolgte die Indienststellung am 27. November 1944, unter dem Kommando von Captain R. L. Bowman. Das Schiff wurde aber nicht im Rahmen von Kampfhandlungen während des Zweiten Weltkrieges eingesetzt, sondern zur Ausbildung von Piloten und Besatzungen in heimischen Gewässern. Die Commencement Bay wurde am 30. November 1946 außer Dienst gestellt und der Reserveflotte zugeteilt. In dieser Zeit wurde sie am 12. Juni 1955 zum Hubschrauberträger mit der Kennung CVHE-105 und am 7. Mai 1959 zum Flugzeugtransporter mit der Kennung AKV-37 unklassifiziert.
Das alte Schiff wurde am 1. April 1971 aus der Liste der Schiffe US-Marine gestrichen und am 25. August 1972 zum Abbruch verkauft.